# Einsteins Traum. Expeditionen an die Grenzen der Raumzeit
Einsteins Traum. Expeditionen an die Grenzen der Raumzeit (englischer Originaltitel Black Holes and Baby Universes and Other Essays) ist ein am 31. März 1993 von dem englischen Physiker und Mathematiker Stephen W. Hawking veröffentlichtes autobiografisch-populärwissenschaftliches Buch. Noch im selben Jahr erschien die deutsche Ausgabe (Übersetzer: Hainer Kober).
Das Buch besteht aus zwölf Essays, die zwischen 1976 und 1992 vom Autor verfasst wurden. Der Anhang enthält ein Personen- und Sachregister und den Wortlaut eines Interviews, das Hawking im Rahmen der BBC-Serie Desert Island Discs gab. Im ersten Teil erzählt er von seinem Leben und seiner Krankheit. Weitere Essays sind seinen Theorien über Kosmologie und Schwarze Löcher gewidmet und bilden eine Art Fortsetzung seines Bestsellers Eine kurze Geschichte der Zeit.

## Ausgaben
- Stephen W. Hawking: Black Holes and Baby Universes and Other Essays. Bantam Press, New York 1993, ISBN 0-593-03400-7.
  - deutsch: Einsteins Traum. Expeditionen an die Grenzen der Raumzeit (rororo science). Rowohlt Verlag, Reinbek 2005, ISBN 3-499-62023-5 (EA Reinbek 1993, übersetzt von Hainer Kober)
  - deutsch: diese Ausgabe wurde auch in Brailleschrift veröffentlicht.